# Chusquea
Chusquea es un género de plantas de la familia de las gramíneas (Poaceae). Son unas 120 especies, la mayoría de montaña, nativos del sur de México al sur de Chile y Argentina. En los ecosistemas de páramo de los Andes se denomina bambú. Los tallos (sus cañas) de estas especies son sólidos y no huecos.

## Descripción

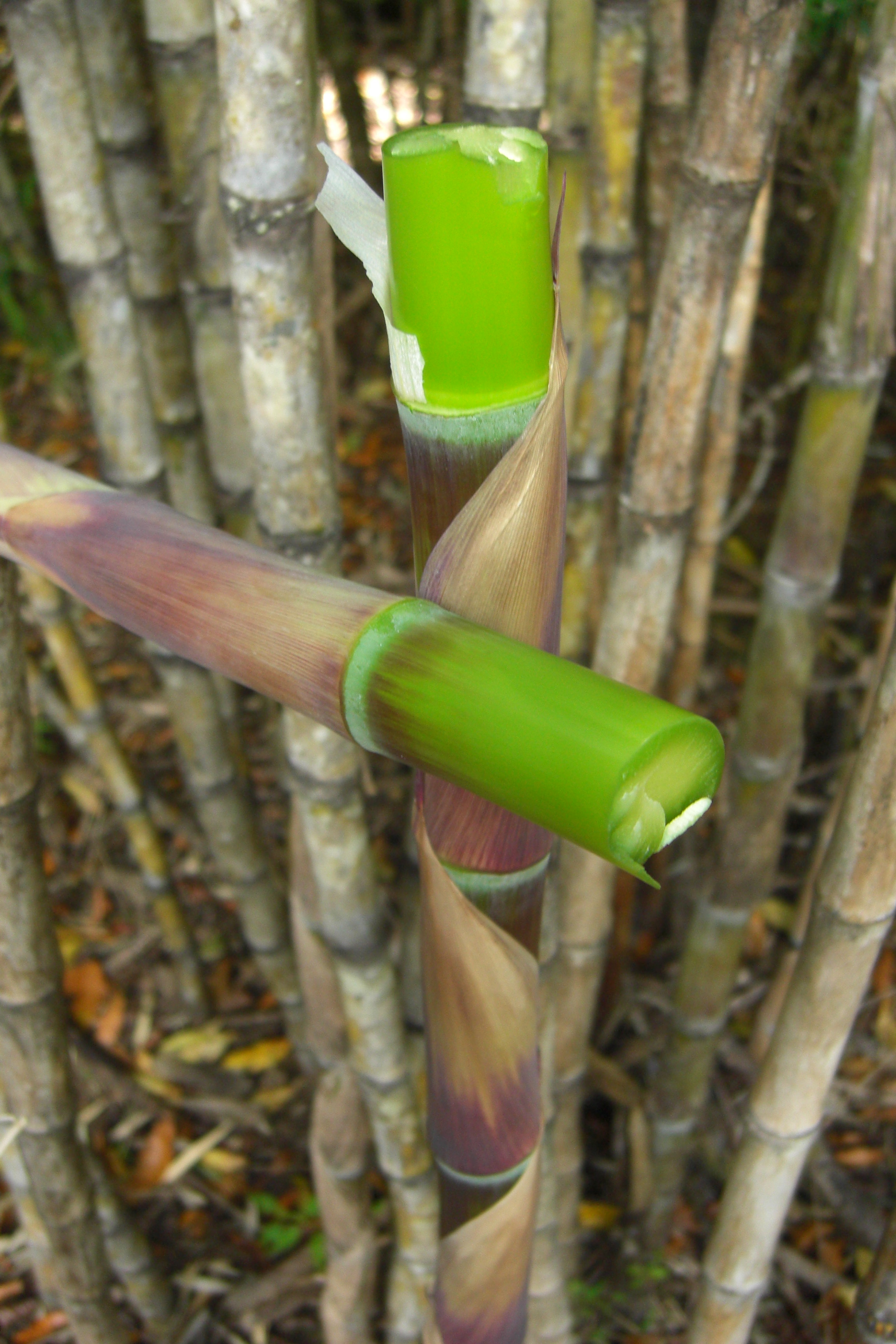
Detalle de los tallos (Chusquea quila)

Tallos sólidos, generalmente fistulosos con la edad, normalmente ramificándose en estado vegetativo. Vainas foliares del tallo sin aurículas; láminas articuladas con las vainas, pero generalmente erectas, no seudopecioladas, triangulares. Nudos en el 1/2 del tallo con una yema central más grande y 2-numerosas yemas subsidiarias subyacentes, más pequeñas, subiguales, independientes, consteladas, lineares o verticiladas, todas las yemas de 2 o raramente 3 tamaños, persistiendo este polimorfismo durante el desarrollo de las ramas. Inflorescencia generalmente una panícula, raramente un racimo paucifloro. Espiguillas teretes, o comprimidas lateral o dorsalmente; glumas 2; lemas estériles 2; flósculo bisexual 1; desarticulación por encima de las glumas y debajo de las lemas estériles; raquilla no prolongada más allá de la pálea; lodículas 3; estambres 3, los filamentos filiformes, libres, las anteras lineares; ovarios glabros; estigmas 2. Fruto una cariopsis.

## Taxonomía
El género fue descrito por Carl Sigismund Kunth y publicado en Journal de Physique, de Chimie, d'Histoire Naturelle et des Arts 95: 151. 1822. La especie tipo es: Chusquea scandens Kunth. 
Etimología
La palabra chusque viene del muisca chusquy, que según un manuscrito colonial de la Biblioteca Nacional de Colombia, significa "Caña ordinaria de la tierra". Al parecer el nombre científico fue asignado por José Celestino Mutis durante la Expedición Botánica.
Citología
El número cromosómico básico del género es x = 12, con números cromosómicos somáticos de 2n = 40, 44 y 48, ya que hay especies diploides y una serie poliploide.

## Especies
- Chusquea abietifolia Griseb.
- Chusquea anclytroides Rupr.
- Chusquea bahiana L. G. Clark
- Chusquea bilimekii E. Fourn.
- Chusquea caparaoensis L. G. Clark
- Chusquea carinata E. Fourn.
- Chusquea circinata Soderstr. et C. E. Calderon
- Chusquea culeou
- Chusquea cumingii Nees
- Chusquea deficiens
- Chusquea delicatula Hitchc.
- Chusquea egluma
- Chusquea erecta L. G. Clark
- Chusquea exasperata L. G. Clark
- Chusquea floribunda
- Chusquea glauca L. G. Clark
- Chusquea juergensii
- Chusquea longifolia Swallen
- Chusquea longipendula Kuntze
- Chusquea lorentziana
- Chusquea maclurei L. G. Clark
- Chusquea maculata L. G. Clark
- Chusquea meyeriana Rupr.
- Chusquea montana
- Chusquea mulleri Munro
- Chusquea patens L. G. Clark
- Chusquea perotensis L. G. Clark, Cortes & Cházaro
- Chusquea pohlii L. G. Clark
- Chusquea quila Kunt.
- Chusquea ramosissima Kunt. tacuarembó
- Chusquea sneidernii Aspl.
- Chusquea spencei Ernst
- Chusquea subulata L. G. Clark
- Chusquea talamancensis Y. Widmer et L. G. Clark
- Chusquea tenella
- Chusquea tomentosa Y. Widmer et L. G. Clark
- Chusquea valdiviensis[6][7]